# Parc d'État de Port Orford Heads
Le parc d'État de Port Orford Heads est un parc d'État américain situé près de Port Orford dans le comté de Curry en Oregon.

## Histoire

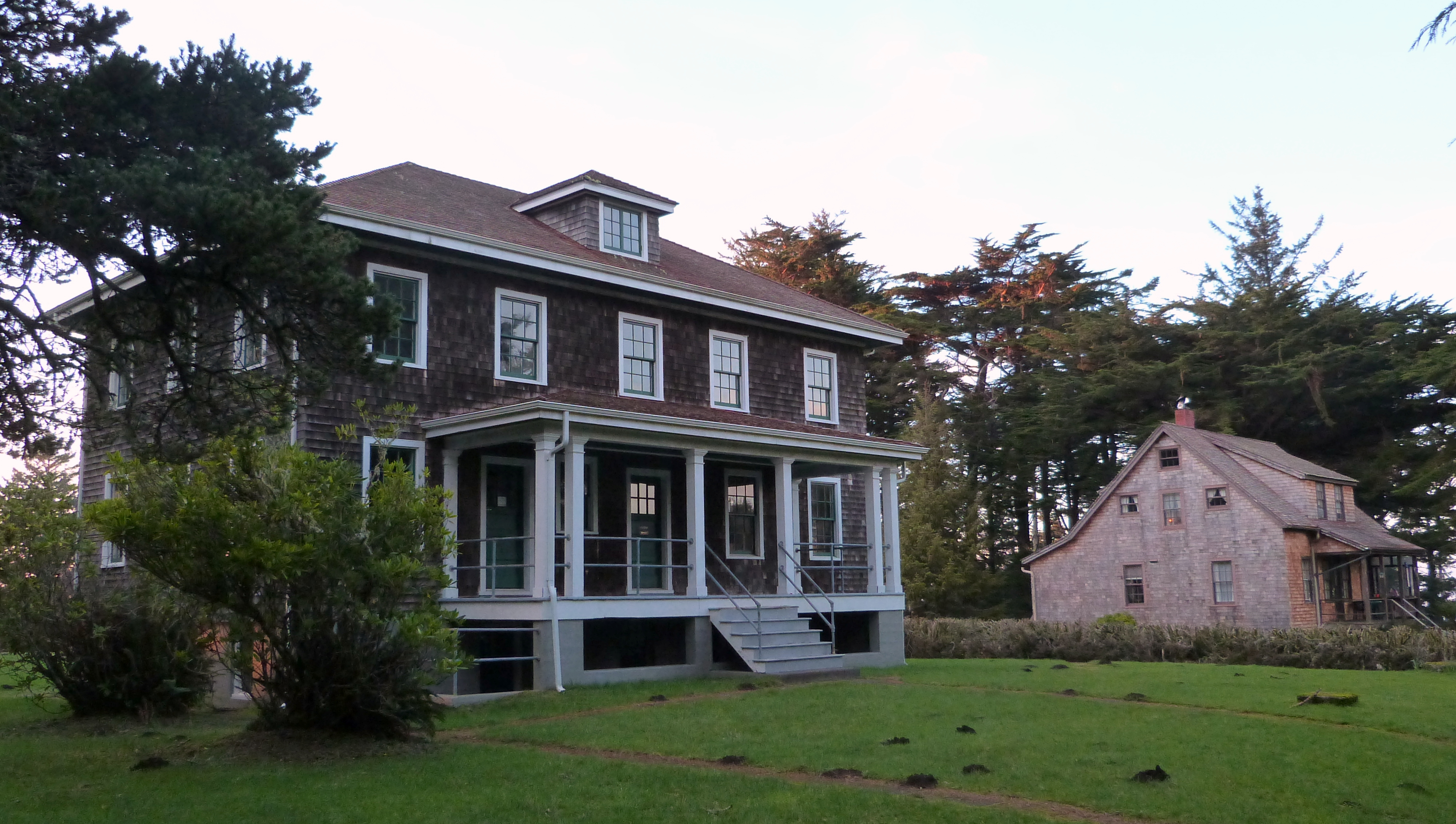
Le Port Orford Lifeboat Station.

Le parc est créé de 1972 à 1985 par l'achat de terres à des propriétaires privés et à l'État fédéral. Il s'étend sur 103,67 acres (41,95 ha).

## Activités
Ouvert du 1er avril au 31 octobre, le parc est réputé pour ses chemins de randonnée et accueille environ 120 000 visiteurs chaque année. En son sein, on trouve le Port Orford Lifeboat Station, construit en 1934 et devenu un musée.

### Musée de la station de sauvetage
La Station de sauvetage de Port Orford est un musée et un centre d'interprétation qui a été ouvert en 2000 par la Société du patrimoine de la Pointe Orford. Construit en 1934, le bâtiment est inscrit au Registre national des lieux historiques (en tant que Station de la Garde côtière de Port Orford) et a été utilisé par l'United States Coast Guard jusqu'en 1970. Le musée comprend le 36 pieds (10,9728 m) canot de sauvetage à moteur rénové et insubmersible de la station, et des informations sur le bombardement de la côte sud de l'Oregon par les japonais pendant la Seconde Guerre mondiale.

## Faune et flore
Du point de vue de la faune, le parc accueille une importante population de cerfs à queue noire.